# 俱樂部

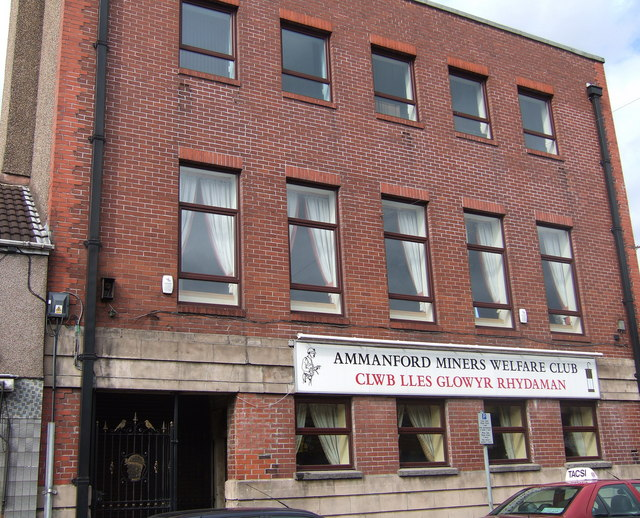
英國礦業俱樂部

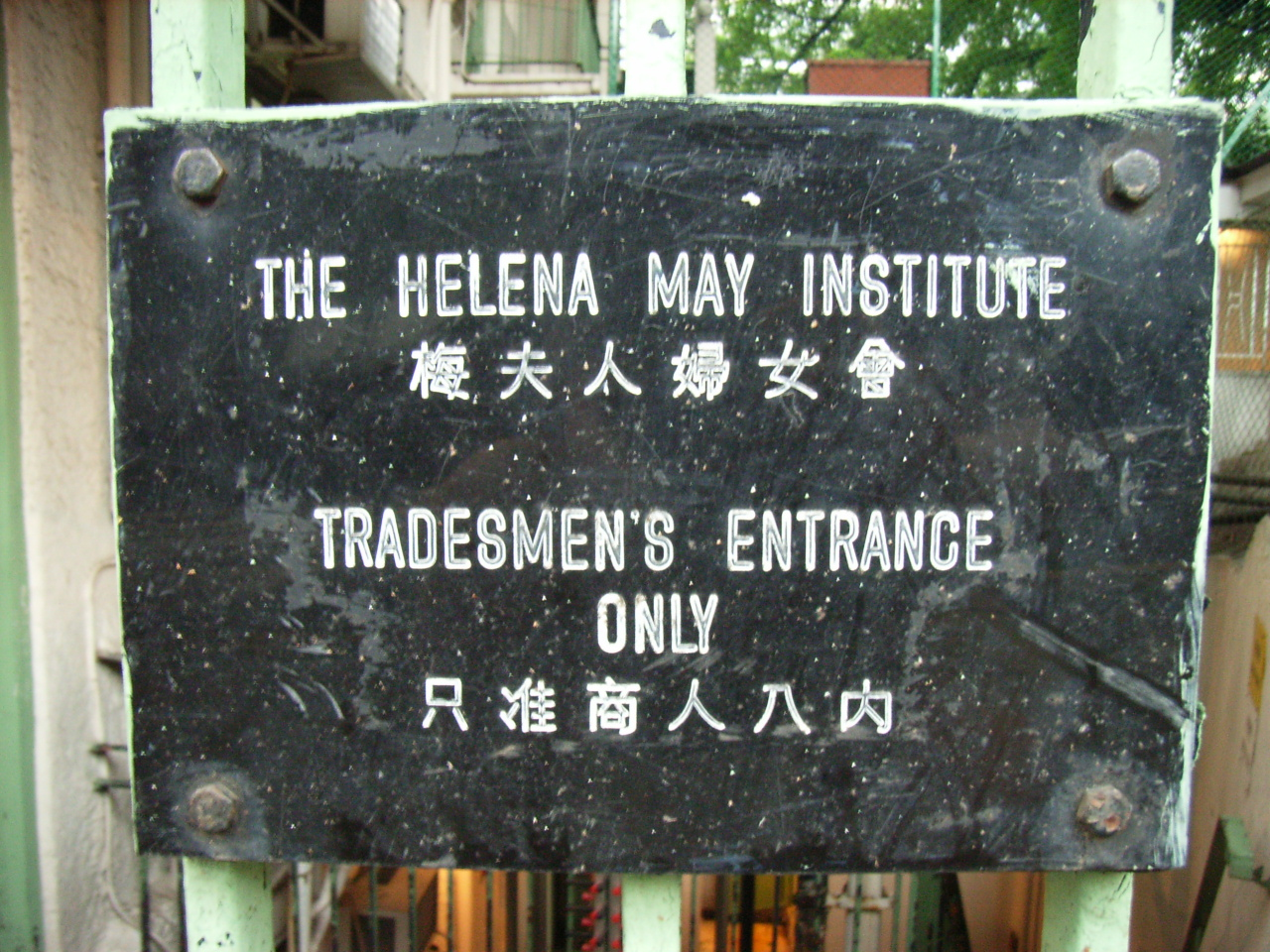
一所俱樂部的入場規定

俱樂部（英語：Club），也可意譯為「社」、「會」、「會社」或「會所」，是人们或具有某种相同兴趣的人聚集在一起，进行社会交际、文化娱乐等活动的组织团体或其场地，有別於一般的消費場所。

## 名稱來源
「俱樂部」是一個外來詞，始見於日文【】，源於英文一詞的發音 /klʌb/。例如1884年成立的「東京俱樂部」，即是以作為表記。
香港早期鮮少存在音譯為中文「俱樂部」的案例，故多以「會」為翻譯名字，例如足球會、體育會、遊艇會等；而「俱樂部」一般多用於娛樂方面，如音樂專輯：派伯中士的寂寞芳心俱樂部樂隊。香港法例中泛指則使用「會社」一詞。

## 種類
- 體育會：可能多項運動俱樂部屬於同一團隊
  - 足球俱乐部（足球會）
  - 乒乓球俱乐部（乒乓會）
  - 羽毛球俱乐部（羽球會）
  - 高爾夫球俱樂部（高球會）
- 同好會：
  - 歌迷俱乐部（歌迷會）
  - 影迷俱乐部（影迷會）
  - 读者俱乐部（讀書會）
- 上流人士社交場合：紳士俱樂部、扶輪社、獅子會
- 高尚住宅區設施：住客會所
- 休閒會所：鄉村俱樂部、遊艇俱樂部
- 權益團體：婦女兒童團體、弱勢社群、籌款募捐等組織
- 政治集团：咖啡俱乐部

## 另見
- 清吧 / 酒吧
- 夜總會
- 基督教青年會
- 紅十字會
- 童子軍
- 學生會組閣
- 業主會